# 卢光琇
卢光琇（1939年4月—），女，湖南人，中华人民共和国生殖医学与医学遗传学家、政治人物，曾任九三学社中央委员会常务委员，湖南省政协副主席。

## 家庭
父亲是医学遗传学家、湖南省政协副主席卢惠霖。